# 354
| 354                |
| ------------------ |
| Dødsfald - Fødsler |
|                    |

| Gregoriansk kalender | 354 CCCLIV              |
| Ab urbe condita      | 1107                    |
| Armensk kalender     | I/T                     |
| Kinesiske kalender   | 3050 – 3051 癸丑 – 甲寅 |
| Etiopisk kalender    | 346 – 347               |
| Jødisk kalender      | 4114 – 4115             |
| Hindukalendere       |                         |
| - Vikram Samvat      | 409 – 410               |
| - Shaka Samvat       | 276 – 277               |
| - Kali Yuga          | 3455 – 3456             |
| Iransk kalender      | 268 BP – 267 BP         |
| Islamisk kalender    | 276 BH – 275 BH         |

Se også 354 (tal)

## Født
- 13. november – Augustin, kirkefader, teolog og filosof (d. 430)